# Vălcineț (Călărași)
Vălcineţ è un comune della Moldavia situato nel distretto di Călărași di 4.165 abitanti al censimento del 2004.